# 輝きの彼方へ
「輝きの彼方へ」（かがやきのかなたへ）とは、1995年2月・3月に、NHK『みんなのうた』で放送された楽曲である。作詞：高井美甫、作曲・編曲：赤坂東児、歌：石田よう子。

## 概要
- 同番組のテレビ放送で使用された映像には、一緒にアルバムを読む2人の女性が登場する。
- 歌を担当した石田よう子は1994年8月・9月放送の「やさしさの玉手箱」以来、同番組2回目の起用となった。
- 本放送終了後は1996年6月・7月にラジオで再放送され、2013年12月7日・2014年1月4日にリクエスト枠で再放送が行なわれた。